# Basketbalteam van de Duitse Democratische Republiek (vrouwen)
Het Basketbalteam van de Duitse Democratische Republiek was een team van basketballers dat de Duitse Democratische Republiek (DDR; informeel: Oost-Duitsland) vertegenwoordigde in internationale wedstrijden. Deutscher Basketball Verband der DDR was verantwoordelijk voor het nationale team.

## Duitse Democratische Republiek tijdens internationale toernooien

### Wereldkampioenschap basketbal
- Wereldkampioenschap basketbal vrouwen 1967: 4e

### Eurobasket
- Eurobasket vrouwen 1952: 12e
- Eurobasket vrouwen 1958: 9e
- Eurobasket vrouwen 1964: 6e
- Eurobasket vrouwen 1966: 3e
- Eurobasket vrouwen 1968: 4e
- Eurobasket vrouwen 1972: 7e